# Zabana !
Pour plus de détails, voir Fiche technique et Distribution.
Zabana ! (زبانا !) est un film algérien réalisé par Saïd Ould Khelifa, sorti en 2012. Ce long-métrage, raconte l'histoire d'Ahmed Zabana, héros de l'indépendance algérienne.

## Synopsis
Ce film retrace le parcours d'Ahmed Zabana, figure historique du mouvement national algérien et son rôle pendant la Guerre d'Algérie, notamment dans la région d'Oran. Le militant algérien Zabana, condamné à mort à la suite de l'assassinat du garde forestier François Braun, il est le premier indépendantiste algérien guillotiné.

## Fiche technique
- Titre français : Zabana !
- Titre original : زبانا !
- Réalisation : Saïd Ould Khelifa
  - Assistant réalisateur : Youcef Mansour, Kenza Mehadji et Fouad Trifi
- Scénario : Azzedine Mihoubi
- Montage : Jean Dubreuil
- Casting : Fouad Trifi
- Son : Jean Dubreuil, Frank Flies et Mouches Franck
- Production : Yacine Laloui
- Sociétés de production : Laïth Média
- Budget : 1,75 million de dollars
- Pays d'origine : Algérie
- Langues originales : arabe et français
- Format : Couleurs - 2,35:1 - 35 mm
- Genre : Drame historique (biopic)
- Durée : 107 minutes
- Dates de sortie : 
  -  Algérie : 2012
  -  Canada : 7 septembre 2012

## Distribution
- Imad Benchenni : Ahmed Zabana
- Khaled Benaissa : Ali Zamoum
- Abdelkader Djeriou
- Jean-Marie Galey : François Mitterrand
- Frédéric Aubry : René Coty
- Laurent Gernigon
- Corrado Invernizzi : Atlan
- Vincent Nemeth : Gaston Defferre
- Nicolas Pignon
- Sébastien Tavel : Fernand
- Mohamed Djouhri

## Distinctions

### Nominations et prix
- Nomination au Festival international du film de Rome pour le meilleur film.
- Nomination au Oscar du meilleur film en langue étrangère.
- Festival International du Film de Toronto
- Festival International du Film de Dubai
- FESPACO (Burkina Faso) : Prix du meilleur décor, prix de la meilleure musique